# Joseph Joachim
Joseph (József) Joachim (Kittsee, 28 de junho de 1831 - Berlim, 15 de agosto de 1907) foi um violinista , regente, compositor e professor húngaro, de origem judaica. Grande amigo e intérprete de Schumann e de Brahms, foi possivelmente o mais influente violinista de seu tempo.

## Biografia
Nascido em Kittsee (Köpcsény, em húngaro), Áustria, perto de Pozsony e Kismarton, Joachim (pronuncia-se ioarrim) foi o sétimo dos oito filhos de Gyula e Fanny Joachim.
Em 1833 sua família mudou-se para Peste, Hungria onde József estudou violino com o maestro Stanislaus Serwaczynski (também professor de Henryk Wieniawski), spalla da Orquestra da Opera de Pest. Em 1839, Joachim continuou seus estudos em Viena. Em seguida mudou-se foi estudar em Leipzig, morando na casa da prima Fanny Wittgenstein, avó do filósofo Ludwig Wittgenstein). Nessa ocasião fez amizade com Felix Mendelssohn. Uma das suas melhores performances será em Londres, no ano de 1844, justamente sob a direção de Mendelssohn, no Concerto para violino e orchestra de Beethoven.
Após a morte de Mendelssohn, Joachim permanece em Leipzig, ensinando no Conservatório e tocando entre os primeiros violinos, na Gewandhaus Orchestra. Em 1848, Franz Liszt se estabelece em Weimar, com a intenção de recuperar a reputação da cidade, tida como a "Atenas da Alemanha". Joachim tocou na orquestra de Liszt como spalla, e por muitos anos adotou a ideia de uma nova "música psicológica" como a chamava Liszt. Mas em 1852 vai para Hanôver e nesse período criou uma forte desaprovação essa "nova escola alemã" (Liszt, Wagner, Berlioz e seus seguidores). Seu rompimento definitivo com Liszt acontece em agosto de 1857 quando lhe escreve:  Não me é absolutamente simpática a tua música; contradiz tudo o que aprendi dos nossos grandes mestres, desde a minha juventude, como alimento para mente.
Em Hanôver, Joachim vive seu período mais prolífico como compositor. Nesse período, toca frequentemente com Clara Schumann e Johannes Brahms, tanto em audições privadas como publicamente. Em 1860 Brahms e Joachim ajudam a redigir um manifesto contra a música "progressiva" da "nova escola alemã". Tal manifesto, porém, foi recebido com ironia e hostilidade.
A carreira de Joachim foi profundamente marcada pela amizade com Brahms. A colaboração entre os dois músicos foi benéfica para ambos. A obra mais significativa dessa amizade é seguramente o Concerto para Violino de Brahms. Na composição desse concerto, Brahms foi muito ajudado por Joachim especialmente no tocante à técnica violinística. A cadenza do concerto foi escrita por Joachim. Outras cadenza foram escritas por Joachim, para vários concertos, entre os quais os Concertos para de Mozart).
Em 10 de maio de 1863 Joachim casa-se com a cantora Amalie Weiss (Schneeweiss).

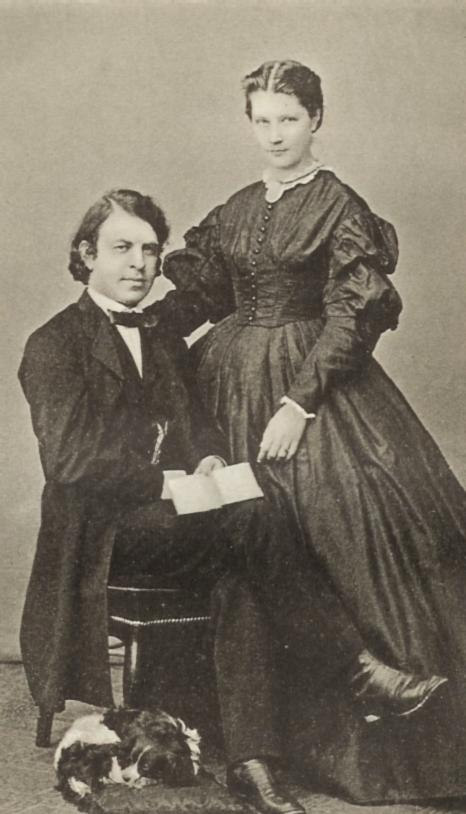
Joseph e Amalie

 Em 1866, vai para Berlim, onde cria a Royal Academy of Music e uma orquestra; em 1869, funda o Quarteto de cordas Joachim, que logo alcança grande fama na Europa.
Em 1884 Joachim e sua mulher se separam depois que ele se convence que ela mantinha uma relação com o editor de Brahms, Fritz Simrock. Brahms, certo de que as suposições do violinista eram infundadas escreveu uma carta de apoio a Amalie, que mais adiante ela usará como prova no processo de divórcio que Joseph movia contra ela. Este fato motivou um resfriamento das relações de amizade entre Joachim e Brahms, que depois foram restabelecidas quando Brahms escreveu o Concerto para Violino e Violoncelo e enviou a Joachim, para fazer as pazes.
Em Berlim, no dia 17 agosto de 1903, o músico gravou um disco para a Gramophone Company (G&T), que chegou à nossa época como fascinante fonte de informações sobre o estilo violinístico do século XIX. Joachim foi o primeiro violinista conhecido a fazer uma gravação sonora.
József Joachim viveu em Berlim até sua morte, por actinomicose, em 1907.

## Composições
- Op. 1 Andantino e Allegro scherzoso para violino e piano (1848, dedicado a Joseph Böhm
- Op. 2 Tres peças (circa 1848-1852), Romanze, Fantasiestück, Eine Frühlingsfantasie.
- Op. 3 Concerto para Violino em um movimento (Sol menor, dedicado a Franz Liszt) (1851)
- Op. 4 "Hamlet" Overture (1853)
- Op. 5 Três peças para violino e piano: Lindenrauschen, Abendglocken, Ballade; (dedicadas a Gisela von Arnim)
- Op. 6 "Demetrius" Overture (Herman Grimm, dedicado a Franz Liszt)
- Op. 7 "Henry IV" Overture (1854)
- Op. 8 Abertura para uma Comédiia de Gozzi (1854)
- Op. 9 Melodias judaicas para viola e piano
- Op. 10 Variações para viola e piano (c. 1860)
- Op. 11 Concerto para violino n. 2 em Re m "à maneira húngara" (1861)
- Op. 12 Noturno para violino e orquestra em La M (1858)
- Concerto para violino n. 2 em Sol M (1875)
- Op. 13 Abertura elegíaca "In Memoriam" Heinrich von Kleist" (circa 1877)
- Cenas do Demetrio de Schiller (1878)
- Abertura em Do M (1896)
- Duas marchas para orquestra
- Andantino em La m para violino e orquestra
- Romanza em si bemol M' ppara violino e piano
- Romanza em dó M para violino e piano
- Variações para violino e orquestra em Mi m

## Discografia
- Joachim: Romanza in Do maggiore Op. 20 (executada pelo compositor). Ref 047906. Matrix 218y.
- Bach: Sonata n. 1 para Violino Solo em Sol m BWV 1001: Prelude. Ref 047903. Matrix 204y.
- Bach: Partita n. 1 para Violino Solo em Si m BWV 1022: Bourrée. Ref 047904. Matrix 205y.
- Brahms: Dança Húngara WoO 1: n. 1. Ref 037904, Matrix 219i (gravação francesa).
- Brahms: Dança Húngara WoO 1: n. 2. Ref 037905, Matrix 217i (gravação francesa).
- Brahms: Dança Húngara WoO 1: n. 1. Ref 047904, Matrix 219y (gravação alemã).
- Brahms: Dança Húngara WoO 1: n. 2. Ref 047905, Matrix 217y (gravação alemã).

## Os instrumentos de Joachim
- Quando criança Joachim tocou um violino Giuseppe Guarnieri del Gesù.
- Em Hanôver, Joachim tocou um Guadagnini construído em 1767.
- Mais tarde comprou um Stradivarius de 1714 que tocou até 1885.
- Trocou esse instrumento por um Stradivarius de 1713.
- Um Stradivari de 1698 foi oferecido a Joachim pela Royal Academy School.[2]
- Um violino que pertenceu a Joachim (Stradivarius de 1715) é atualmente mantido pela Collezione Civica del Comune di Cremona.[3]
- Um outro Stradivarius de 1715, o Joachim-Aranyi.
- Outro Stradivarius de 1715.[4]
- Stradivarius de 1722.
- Stradivarius de 1722, que também pertenceu à família Mendelssohn.
- Stradivarius de 1723.[5]
- Stradivarius de 1725.
- Um Guarnieri del Gesù (talvez de 1737), emprestado pela família Wittgenstein.
- Um Guadagnini de 1767.[6]
- Um Guadagnini de 1775.
- Um Carlo Testore.